# شهرستان شانگهه
شهرستان شانگهه (به لاتین: Shanghe County) یک شهرستان‌های جمهوری خلق چین در چین است که در جینان (شاندونگ) واقع شده‌است. شهرستان شانگهه ۱٬۱۶۳٫۱۹ کیلومتر مربع مساحت و ۵۶۴٬۱۲۵ نفر جمعیت دارد و ۱۹ متر بالاتر از سطح دریا واقع شده‌است.